# Штучний яєчник

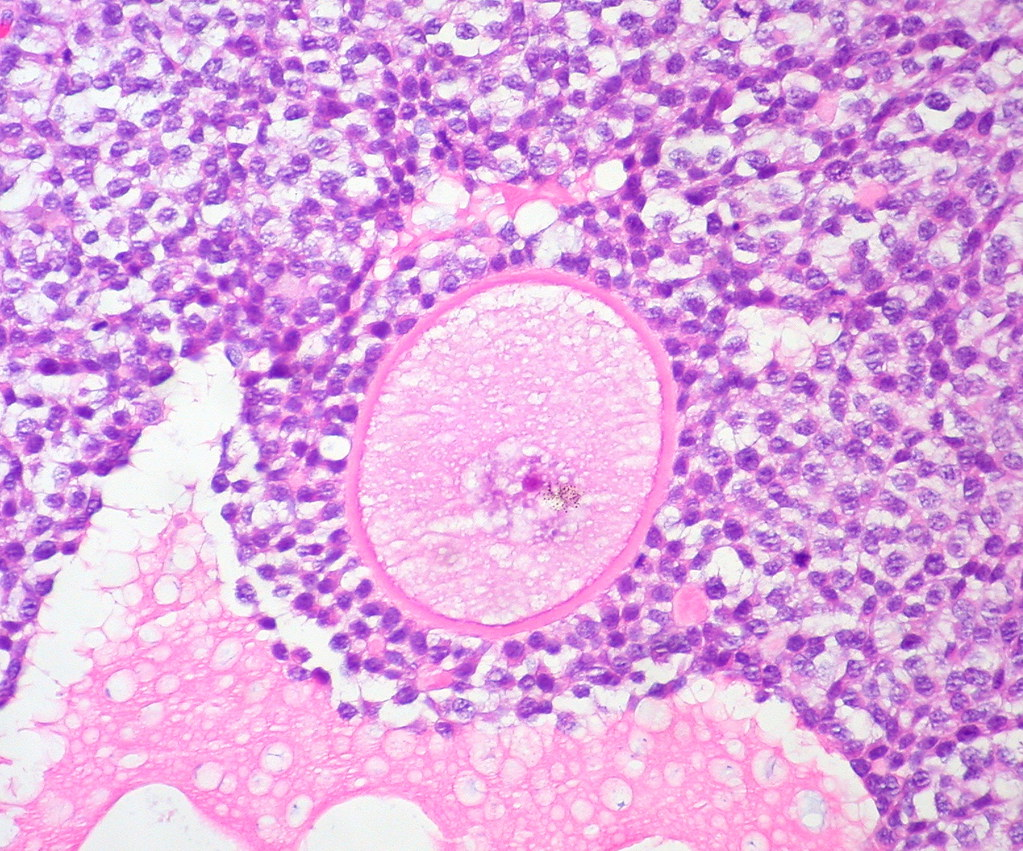
Граафів фолікул яєчника людини

Штучний яєчник є потенційним способом збереження фертильності, завданням якого є підтримувати функцію природного яєчника.
Звичайне збереження фертильності для жінок включає кріоконсервацію яйцеклітин або кріоконсервацію тканини яєчників. Однак у цих методів лікування є недоліки. Кріоконсервація яйцеклітин неможлива для пацієнток із раком у препубертатному періоді або передчасною недостатністю функції яєчників. Кріоконсервація тканини яєчників також створює ризик повторного введення злоякісних клітин після одужання від раку, особливо у тих, хто раніше переніс лейкемію.
Ефективною альтернативою для збереження фертильності можуть стати штучні яєчники. Штучний яєчник створений для того, щоб відтворити свій природний аналог, виробляючи яйцеклітини та вивільняючи стероїдні гормони. Натепер яйцеклітини людини не були запліднені або використані для отримання потомства за допомогою штучного яєчника, і малоймовірно, що це станеться до завершення подальших досліджень і розгляду біоетичних проблем.
В ідеалі штучний яєчник повинен містити фолікули або яйцеклітини, отримані з кріоконсерованої тканини яєчника, а також інші клітини яєчника для забезпечення факторів росту. Ізольовані фолікули потім трансплантують (або в нормальне місце розміщення яєчника, або в інше місце в організмі) у каркасі для доставки. Ідеальний біосумісний каркас міг би спричинювати лише мінімальне запалення, був би придатним для неоангіогенезу, та деградував би після трансплантації.
Існують деякі обмеження щодо штучних яєчників. З етичної точки зору існує питання справедливості щодо того, хто має право на отримання штучних яєчників (за винятком аутологічної трансплантації), оскільки їх доступність обмежена. Існує також біоетична проблема щодо передімплантаційної діагностики та генетичних маніпуляцій зі штучними яєчниками. Якщо для створення штучних яєчників використовується власна тканина яєчника пацієнтки, ризик повторного зараження злоякісними новоутвореннями все ще існує, хоча цей ризик був би меншим, якби використовувалися лише яйцеклітини.
Однією з областей майбутніх досліджень у цій галузі буде вивчення джерела яйцеклітин для штучних яєчників. Існує потенціал для використання індукованих плюрипотентних стовбурових клітин (iPSC) як альтернативного джерела власних гамет пацієнтки. Хоча це ще не було досліджено на людських стовбурових клітинах, у мишей, яким трансплантували ці клітини, вдалося за їх допомогою успішно відтворити дозрівання та запліднення in vitro. Проте відомо, що індуковані плюрипотентні стовбурові клітини людини мають мутації мітохондріальної ДНК, навіть якщо їх ізолювали від здорових донорів, тому в цьому напрямку ще потрібно зробити багато роботи.

## Процес створення
Тканина яєчника проходить послідовні крокикультивування для (очікуваного) виробництва зрілих яйцеклітин, придатних для запліднення:
- Культивування кортикальної тканини яєчника для посилення росту примордіального фолікула (незрілого фолікула), та ізоляція примордіального і первинного фолікулів
- Культивування зростаючих фолікулів яєчників у тривимірному мікросередовищі
- Виділення та культивування незрілих яйцеклітин задля отримання зрілих яйцеклітин, готових до ЕКЗ або кріоконсервації.

### Культивування кортикальної тканини яєчника та виділення фолікулів
Звичайним джерелом тканини яєчників є тканина, вирізана у пацієнтки перед лікуванням раку, яка потім кріоконсервується. Потім тканину культивують, щоб активувати примордіальні фолікули та дозволити їм розвиватися. Для ізоляції фолікулів комбінація ферментативного та механічного перетравлення тканин виявилася найефективнішим методом отримання великої кількості фолікулів, зберігаючи при цьому їхню якість. Використовувані ферменти, лібераза DH і ДНК-аза, виробляються згідно з належною виробничою практикою (GMP) для повної відповідності вказівкам GMP для забезпечення майбутнього застосування пацієнткам. Процес ферментативного травлення інактивується кожні 30 хвилин, а суспензія фільтрується, щоб повністю ізольовані фолікули були видалені, та зменшено непотрібний вплив ферментів, що може призвести до пошкодження базальної мембрани фолікулів та їх загибелі.
При відновленні ізольованих фолікулів можуть бути випадково занесені злоякісні клітини, що створює ризик повторного введення злоякісних клітин в організм пацієнтки. Щоб звести до мінімуму ризик зараження, ізольовані фолікули проходять стадію промивання, яка включає триразове промивання фолікулів свіжим середовищем для розтину, щоб відокремити їх від навколишніх ізольованих клітин.

### Культивування зростаючих фолікулів у тривимірному мікросередовищі
Пізніше ізольовані фолікули інкапсулюють у 3D-матрицю та культивують протягом 4 тижнів. Використовуваний матеріал має відповідати стандартам біобезпеки та стандартам клінічної сумісності, таким як адекватний захист і підтримка фолікулів і адаптованість до температури тіла людини, якщо штучні яєчники будуть трансплантовані пацієнтці. Потенційні матеріали для вирощування матриці поділяються на синтетичні полімери та біополімери. Синтетичні полімери, як правило, є більш передбачуваними, ніж біополімери, з точки зору швидкості їх деградації, а їх механічні властивості можна пристосувати до конкретних клінічних вимог. Хоча вони не містять необхідних молекул для клітинної адгезії, проте щоб її стимулювати, до складу полімерів можуть бути включені біологічно активні фактори. Єдиним синтетичним полімером, який використовувався досі, був поліетиленгліколь, який розвивав незрілі мишачі фолікули в антральні фолікули та жовте тіло.
Природні полімери мають біологічно активні молекули, які відіграють роль у клітинній адгезії, міграції, проліферації та диференціації. Однак їм не вистачає механічної міцності та адаптивності, які мають синтетичні полімери. На відміну від синтетичних полімерів, був досягнутий успіх із більш широким спектром природних полімерів: колаген, плазматичні згустки, фібрин, альгінат і децелюляризована тканина яєчників.
Мікрооточення структури повинно імітувати середовище природного яєчника, тому штучний яєчник повинен підтримувати фолікули структурно, а також клітинно. Стромальні клітини яєчників, оскільки вони відіграють важливу роль у ранньому розвитку фолікулів, інтегровані в мікрооточення. Вони вивільняють різні фактори, які позитивно регулюють перехід примордіальних фолікулів у первинні фолікули, але також вивільняють інші клітини, які диференціюються в текальні клітини, які відіграють допоміжну роль для росту фолікулів і виробляють статеві стероїди, такі як андростендіон і тестостерон. Цього можна досягти шляхом виділення їх із другої свіжої біопсії яєчників після того, як пацієнтка завершила лікування раку, таким чином уникаючи потенційного зараження. Також одночасно треба транспортувати ендотеліальні клітини, оскільки вони є ключовими для сприяння ангіогенезу штучного яєчника.

### Посів яйцеклітин
Незрілі яйцеклітини витягують зі штучного яєчника та культивують in vitro протягом наступних 24–48 годин, дозволяючи їм дозріти, та бути готові до ЕКЗ або вітрифікації (кріоконсервації).

## Мишачі моделі

### Початкові експерименти
Більшість відомостей, які отримано про штучний яєчник, були отримані за допомогою мишачих моделей. Початкові експерименти в 1990-х роках проводилися на мишах, у яких спостерігали прищеплення преантральних фолікулів до штучного яєчника, виготовленого з колагену. Було показано, що преантральні фолікули ростуть in vitro, що свідчить про те, що колагеновий матрикс може бути корисним для штучного яєчника. Незважаючи на позитивні результати, ріст супроводжувався атрезією антральних фолікулів, що означало, що необхідно було шукати інші альтернативи колагену, які дозволили б ріст фолікула, коли штучний яєчник був імплантований назад у мишу.

### Природні матриці в мишачій моделі
З початку досліджень була протестована низка різних природних матриць на їхню корисність для використання як штучного яєчника. До них входять фібрин, альгінат і децелюляризований яєчник людини, які мали дозрівання in vitro, з утворенням структури, подібної до яєчника, і появу потомства після трансплантації мишам. Крім того, що ці явища спостерігаються окремо, на мишачій моделі було продемонстровано повний процес розвитку від трансплантації преантральних фолікулів до яєчника до народження живого потомства.

### Синтетичні матриці в мишачій моделі
Окрім цих природних матриць, на мишах також були протестовані ряд синтетичних матриць. Синтетичні матриці мають ту перевагу, що їх можна виготовляти у великих кількостях, і зберігати протягом тривалого часу. Однак вони не містять біологічних факторів, необхідних для адгезії клітин, тому додають ще один рівень складності до їх створення. Є надія, що знання, отримані за допомогою мишачих моделей, одного разу можна буде застосувати в клініці, чи то за допомогою природних, чи синтетичних матриць.

### Відновлення статевого дозрівання у мишей
Штучні яєчники не тільки показали здатність відновлювати фертильність, але їх пов'язують з повним відновленням вироблення гормонів, що призводить до статевого дозрівання. Було показано, що трансплантація людського децелюляризованого штучного яєчника, що містить мишачі первинні фолікули, індукує статеве дозрівання у мишей без яйцеклітин, сприяючи виробленню естрадіолу та інгібіну B. Пізніше було показано, що миші здатні приводити життєздатне потомство, що свідчить про те, що штучні яєчники можуть бути корисними для жінок, які не пройшли статеве дозрівання.

## Людські моделі
Існує велика кількість можливих застосувань людських штучних яєчників.

### Дозрілі яйцеклітини з дозріванням in vitro і кріоконсервації
Одним із нових застосувань штучних яєчників людини було б використання яйцеклітин, які пройшли дозрівання in vitro під час ЕКЗ або кріоконсервації. Вилучення яйцеклітин з наступним проведенням дозрівання in vitro не потребує гормональної стимуляції та може бути швидкою процедурою, тому буде корисною для збереження фертильності онкологічних пацієнтів, особливо якщо якнайшвидше необхідно розпочати хіміотерапію.

### Повторна трансплантація фолікулів яєчників, вирощених in vitro
Іншим можливим клінічним застосуванням штучних яєчників людини є повторна трансплантація фолікулів яєчників, які були вирощені in vitro. На тваринних моделях преантральні яєчникові фолікули вирощували in vitro, потім виділяли та імплантували в біорозкладаний 3D-штучний яєчник для повторної трансплантації назад у яєчник тварини. Цей метод продемонстрував потенційний успіх на тваринних моделях, але на людях поки що залишається теоретичною концепцією.

### Повторна трансплантація тканини яєчника, активованої in vitro
Третім можливим клінічним застосуванням є повторна трансплантація in vitro активованої тканини яєчника. Це дозволить вилучити тканину яєчника у пацієнтки, активувати її in vitro, а потім автоматично трансплантувати тій самій пацієнтці. Однак це лікування не рекомендується пацієнткам із раковими пухлинами, які можуть метастазувати в яєчники (наприклад, лейкемія), або пацієнткам із карциномами яєчників через побоювання, що ракові клітини можуть бути повторно імплантовані пацієнтці. Аутотрансплантація активованої тканини яєчника в широку зв'язку матки, яєчникову ямку або яєчник, що залишився, може бути завершена за допомогою лапароскопії або міні-лапароскопії. Ця процедура дозволила народити здорове потомство у пацієнток, які мали передчасну недостатність яєчників.

### Майбутні можливості
Потрібні подальші дослідження, щоб зазначені вище методи стали більш успішними. Однією з областей, у якій прогресують дослідження, є 3D-друкований яєчник. Можна створити надрукований на 3D-принтері мікропористий гідрогелевий каркас, у який можна імплантувати ізольовані фолікули яєчників. Це підтримуватиме подальший ріст фолікулів in vivo після трансплантації. За допомогою цього методу у стерилізованих мишей було відновлено повну ендокринну та репродуктивну функцію яєчників.